# Simonas Stankevičius
Simonas Stankevičius (Panevėžys, 3 ottobre 1995) è un ex calciatore lituano, di ruolo attaccante.

## Carriera

### Club
Nel 2011 è stato acquistato dalla società inglese del Leicester City.
Nel 2015 va in prestito all'Oldham Atletic ma dopo solo 4 presenze ritorna al Leicester City.
Il 17 febbraio 2017, i norvegesi del Mjøndalen rendono noto che avrebbero testato Stankevičius in occasione di una sfida amichevole contro lo Start, nell'ottica di valutarne l'ingaggio. Il 18 febbraio, la compagine norvegese ufficializzata il tesseramento del giocatore, che si lega al nuovo club con un accordo triennale.
Il 6 luglio 2017 passa in prestito all'Egersund, in 2. divisjon: il trasferimento sarebbe stato valido a partire dal 20 luglio, data di riapertura del calciomercato locale.
Il 16 gennaio 2018 rescinde il contratto che lo legava al Mjøndalen.

### Nazionale
Ha giocato 5 partite di qualificazione agli Europei Under-21 del 2015.
Ha esordito con la Nazionale lituana il 18 novembre 2013 nell'amichevole pareggiata per 1-1 contro la Moldavia.